# Pla dels Pinetons
El Pla dels Pinetons és una plana del terme municipal de Sant Quirze Safaja, a la comarca del Moianès.
Està situat en el sector central-septentrional del terme, a prop i al sud-oest del punt quilomètric 6 de la carretera C-1413b, al nord-est del Bosc de Seldasses. Es troba a la carena que separa el torrent de Seldasses, a ponent, del torrent del Barbot, a llevant.